# Portal Fresnillo
Portal Fresnillo es un centro comercial del tipo fashion mall ubicado en la ciudad de Fresnillo, Zacatecas, México, propiedad de la desarrolladora inmobiliaria mexicana Grupo Desarrollador MRP (México Retail Properties). La obra inició su construcción el 10 de octubre de 2017 e inició sus operaciones el 18 de septiembre de 2018 con la inauguración de la tienda departamental Liverpool, encabezado por el entonces presidente municipal de Fresnillo, Saúl Monreal Ávila.

## Historia
Portal Fresnillo surgió el 10 de octubre de 2017 cuando la desarrolladora inmobiliaria mexicana Grupo Desarrollador MRP (México Retail Properties), en conjunto con la empresa inmobiliaria Estudio Lemus Arquitectos, iniciaron la construcción de un complejo comercial estilo fashion mall ubicado en la colonia Panamericana al norponiente de la ciudad de Fresnillo, el cual se contó con una inversión total de 800 millones de pesos (500 mil en construcción y 300 mil en establecimiento de comercios), cuya construcción fue encabezada por el entonces secretario de Economía del Gobierno del Estado de Zacatecas, Carlos Bárcena Pous, así como del entonces representante personal del Gobernador de Zacatecas Alejandro Tello, con el objetivo de generar progreso en el sector comercial tanto de la ciudad de Fresnillo como de la Región El Mineral. El 6 de febrero de 2018, la obra en construcción fue supervisada por el entonces presidente municipal de Fresnillo, José Haro de la Torre, quien realizó un recorrido por las instalaciones del centro comercial, con el objetivo de fortalecer la competitividad comercial así como la reactivación de la economía, la generación de empleos y el impulso de la derrama económica en el municipio de Fresnillo. La obra finalizó su construcción el 13 de septiembre de 2018, el cual se generaron un total 650 empleos directos e indirectos durante su construcción y edificación además de contar con una inversión final de 270 millones de pesos por parte de la empresa inmobiliaria Grupo Desarrollador MRP.
El complejo comercial inició sus operaciones el 18 de septiembre de 2018 con la inauguración de la tienda departamental Liverpool, el cual fue encabezado por el entonces presidente municipal de Fresnillo, Saúl Monreal Ávila, junto con el director de Desarrollo Económico y Agropecuario, José Manuel Escamilla Jaime y de la directora regional de Liverpool en Fresnillo, Ivonne Reyes Amador, quienes realizaron el recorrido inaugural de la tienda departamental, generando un total de 419 empleos (174 de forma directa y 245 de forma indirecta).
El 25 de octubre de 2018, Portal Fresnillo inicia su proceso de expansión con las aperturas de las tiendas Promoda Outlet Multimarcas y Urban Store (ambas del Grupo Axo), cuyas aperturas y cortes de listón en cada una fueron encabezadas por el gerente de Grupo Axo, Jonathan David Díaz. Asimismo, iniciaron operaciones cuatro establecimientos (Flexi, GNC, Joyerías Bizzarro y Mobo). Durante el mes de noviembre de 2018, iniciaron operaciones la heladería Tutti Frutti, así como las tiendas Vertiche y Sally Beauty, como parte de la expansión del complejo comercial fresnillense. 
El 13 de diciembre de 2018, el centro comercial se expande con la inauguración del complejo cinematográfico Cinemex,  encabezado por el entonces presidente municipal de Fresnillo, Saúl Monreal Ávila junto con su esposa Lupita Pérez, así como del director general de operaciones de Grupo Cinemex, Rolando Maggi Sáez, la coordinadora de Desarrollo MRP, Anya López Esparza Marchand y titulares de área de la presidencia municipal de Fresnillo y regidores, quienes llevaron a cabo el corte de listón inaugural del complejo cinematográfico, el cual representó una inversión de 70 millones de pesos en su construcción así como la generación de 33 empleos directos y 90 indirectos.
El 19 de junio de 2019, el complejo comercial Portal Fresnillo arrancó el programa social El Presi te lleva al cine a través del convenio realizado entre el Ayuntamiento de Fresnillo con la empresa Cinemex Portal Fresnillo, encabezado por el entonces presidente municipal de Fresnillo, Saúl Monreal Ávila, el cual tiene por objetivo apoyar a personas de bajos recursos bajo la finalidad de puedan disfrutar una película al conocer una sala de cine, el cual se beneficiaron a 200 jóvenes estudiantes provenientes de las escuelas primaria y telesecundaria de la comunidad de San Gabriel. 
Posteriormente, el 12 de julio de 2019, el centro comercial Portal Fresnillo continuó con su plan de aperturas de tiendas y con ello inició operaciones la tienda departamental Coppel, encabezado por el presidente municipal de Fresnillo, Saúl Monreal Ávila, quien llevó a cabo el corte de listón inaugural, cuya apertura se generaron 45 empleos directos. El 24 de julio de 2019, entró en operación la tienda de ropa Cuidado con el Perro dentro del centro comercial y en septiembre del mismo año inició operaciones la tienda de deportes Dportenis. 
El 25 de febrero de 2020, Portal Fresnillo pasa por una reestructuracción con la inauguración del restaurante Carl's Jr., encabezado por el entonces presidente municipal de Fresnillo, Saúl Monreal Ávila junto con el director general de Carl's Jr., Martín Salas y la gerente de la unidad Fresnillo, María del Real, quienes llevaron a cabo el corte de listón inaugural del restaurante especializado en hamburguesas, el cual se generaron 47 empleos directos y 15 empleos indirectos.
Debido a la inseguridad en el municipio de Fresnillo y a la Pandemia de COVID-19 en México, entre los años 2022 y 2023 el centro comercial Portal Fresnillo pasó por una reestructuración el cual ha teido que cerrar varios de sus establecimientos en su área rentable, entre ellas las tiendas Cuidado con el Perro, Promoda Outlet Multimarcas, Urban Store y Flexi, las cuales terminaron sus operaciones y cerraron sus instalaciones durante el año 2022 por la inseguridad en el municipio y por la emergencia sanitaria por COVID-19 iniciada en el año 2020. El 24 de septiembre de 2023, terminó operaciones y se cerró la tienda Office Depot, propiedad de Grupo Gigante. 
En el año 2024, Portal Fresnillo se reestructura comercialmente con el inicio de operaciones del gimnasio Smart Fit así como la apertura de la cafetería Crepes & Coffee durante el mes de febrero de 2024. Asimismo, a mediados del año 2024, Portal Fresnillo realizó aperturas de tiendas en sus espacios comerciales a raíz de su reestructuración con los inicios de operaciones de la tienda de artículos chinos Maxi Home Store así como la tienda de accesorios de gorras New Era, esta última inaugurada en el mes de julio de 2024. 

## Características
Portal Fresnillo consta de un centro comercial estilo fashion mall estructurado a una planta bajo una superficie de 31,912.78 m² en construcción, de los cuales 19,066 m² son de área rentable. Se ubica al norponiente de la ciudad de Fresnillo en la colonia Panamericana.
Comercial y empresarialmente, el complejo comercial actualmente consta de un total de 53 establecimientos comerciales, de los cuales cuatro de ellos son de tiendas ancla conformadas por dos tiendas departamentales, un gimnasio y un complejo de ocho salas de cine de la cadena Cinemex.  En tanto, los establecimientos restantes la conforman tiendas y boutiques de las divisiones de ropa, calzado, juguetería, accesorios, artículos para el hogar, cuidado personal, deportes, entretenimiento y telefonía móvil, entre otros así como de servicios, establecimientos de comida y restaurantes de índole local, estatal, nacional e internacional.
Administrativamente, el centro comercial Portal Fresnillo es propiedad de la desarrolladora inmobiliaria mexicana Grupo Desarrollador MRP (México Retail Properties).

## Acontecimientos
El 19 de junio de 2019, el centro comercial Portal Fresnillo llevó a cabo el programa social El Presi te lleva al cine, el cual se realizó un convenio entre el Ayuntamiento de Fresnillo con la empresa Cinemex a través del complejo del centro comercial Portal Fresnillo, cuyo programa social fue encabezado por el entonces presidente municipal de Fresnillo, Saúl Monreal Ávila, con la finalidad de apoyar a personas de bajos recursos con el objetivo de que conozcan una sala de cine y tengan acceso a disfrutar una película, el cual fueron beneficiados 200 jóvenes estudiantes provenientes de las escuelas primaria y telesecundaria de la comunidad de San Gabriel a través de dicho programa social. 